# Eusceptis obscura
Eusceptis obscura là một loài bướm đêm trong họ Noctuidae.